# أمة الله بنت أبي بكرة
أمة الله بنت أبي بكرة الثقفي راوية للحديث عدها ابن عبد البر في الصحابة. روى عنها قتادة بن أبي ميمونة، وقال الذهبي في التجريد: إنها بايعت الرسول ﷺ.